# Ophiothrix striolata
Ophiothrix striolata är en ormstjärneart som beskrevs av Grube 1868. Ophiothrix striolata ingår i släktet Ophiothrix och familjen Ophiothrichidae. Inga underarter finns listade i Catalogue of Life.